# Ingo Meyer (Politiker)

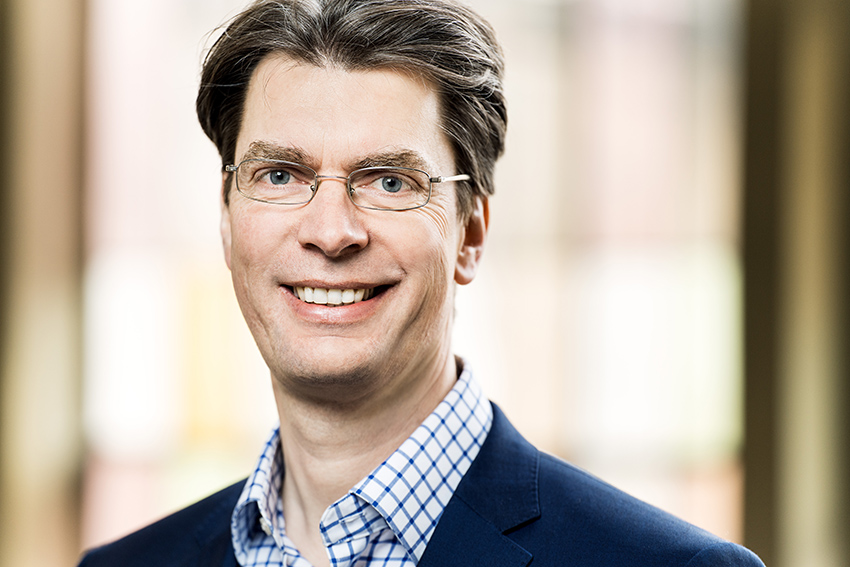
Ingo Meyer (2022)

Ingo Meyer (geboren 20. Januar 1969 in Hildesheim) ist ein deutscher Jurist und Kommunalpolitiker (parteilos). Er ist seit dem 1. Februar 2014 Oberbürgermeister von Hildesheim.

## Leben
Meyer wuchs in Giesen und Hildesheim auf und besuchte das Gymnasium Josephinum in Hildesheim, das er 1988 mit dem Abitur verließ. Seinen Wehrdienst leistete er in der Hildesheimer Gallwitz-Kaserne ab. Er studierte Rechtswissenschaften an der Georg-August-Universität Göttingen und legte 1994 das Erste juristische Staatsexamen ab, im August 1998 folgte das Zweite juristische Staatsexamen. Ab 1995 arbeitete Meyer an seiner Promotion, die er im April 2002 erfolgreich abschloss.
Von Januar 1999 bis Dezember 2000 arbeitete er als Rechtsanwalt für die internationale Wirtschaftsprüfungs- und Steuerberatungsgesellschaft Arthur Andersen in Hamburg. Ab 2001 war er elf Jahre für die Beiten Burkhardt Rechtsanwaltsgesellschaft mbH tätig. Anschließend war er bis zu seinem Amtsantritt als Hildesheimer Oberbürgermeister Partner, Steuerberater und Rechtsanwalt für die Kanzlei Bird & Bird in Frankfurt am Main. Als Anwalt beriet er u. a. die Stadt Hildesheim beim Ausgliedern ihrer Abwassersparte.
Meyer ist verheiratet und hat zwei Kinder.

## Politik
Meyer trat als Kandidat für ein Bündnis aus CDU, SPD und Grünen an und erzielte bei der Wahl am 22. September 2013 gegen den bisherigen Amtsinhaber Kurt Machens 53 % der Stimmen. Bei der Kommunalwahl 2021 ist  Meyer erneut als parteiloser Kandidat, unterstützt von der SPD, für das Amt des Oberbürgermeisters angetreten und mit 58,6 % der Stimmen im ersten Wahlgang im Amt bestätigt worden.

## Schriften
- Die Beendigung von Beherrschungs- und Gewinnabführungsverträgen im GmbH-Recht (= Rechtswissenschaftliche Forschung und Entwicklung, Bd. 684), zugleich Dissertation an der Universität Göttingen, München: VVF, 2002, ISBN 978-3-89481-458-8 und ISBN 3-89481-458-6